# Свердловская (обогатительная фабрика)
Группова́я обогати́тельная фа́брика «Свердло́вская» — предприятие по обогащению антрацита в районе железнодорожной станции Должанская, в городе Свердловск (Луганская область), Украина.
Проект фабрики был разработан институтом «Юггипрошахт» на единой промышленной площадке с шахтой «Должанская-Капитальная», для обогащения антрацита, который добывается этой шахтой. «Свердловская» задумывалась как предприятие будущего и в его проекте нашли отражение новейшие для своего времени технические и инженерные решения. Предприятие начало работу в 1981 году. Освоенная промышленная мощность предприятия — 5600 тысяч тонн в год. От части технических решений пришлось отказаться по экономическим мотивам.
На фабрике впервые было применено сушение мелкого концентрата в аппаратах с кипящим слоем. Технология фабрики построена по технологическому принципу: две автономные секции, каждая с двухпоточным оснащением. Этим достигаются широкие возможности фабрики для обогащения антрацита и угля любого качества, состава или целевого назначения.